# Laogone cephala
Espèce
Laogone cephala est une espèce d'araignées aranéomorphes de la famille des Linyphiidae.

## Distribution
Cette espèce est endémique du Laos.

## Publication originale
- Tanasevitch, 2014 : New species and records of linyphiid spiders from Laos (Araneae, Linyphiidae). Zootaxa no 3841(1), p. 67-89.